# Chrudim (distrito)
Chrudim é um distrito da República Checa na região de Pardubice, com uma área de 103 km² com uma população de 10.524 habitantes (2002) e com uma densidade populacional de 102 hab/km².